# FORCE MUSIC
FORCE MUSIC（フォースミュージック、FORCE MUSIC CO., LTD.）は、日本のレコード会社である。「音楽業界史上初」の「アイドル専門メジャーレーベル」を謳い創業した。

## 概説
2016年1月に「初のアイドル専門メジャーレーベル」として設立。同年3月に所属アイドルのプレスお披露目会見が行われ、「CoverGirs」「まねきケチャ」「ラブアンドロイド」「まなみのりさ」の4グループが出席。「日本・海外アイドルリリース数日本一」を掲げて発足したが、メジャーの根拠が曖昧と物議を醸した。
5月、淡路島ガールズ・ポップ・フェスティバルを開催。9月にFORCE MUSIC FESTIVALを開催したほか、池袋シアターYESを中心に主催ライブウタ娘。を開催するなどしたが10月にイベント運営業務からの撤退を発表。
2017年1月13日、コロムビア・マーケティングとの契約終了が告知された
。同月公式サイトもリニューアルのため閉鎖。全リリースCDが廃盤扱いとなった。所属アーティストのうち、まねきケチャ・椎名ぴかりん・KRD8はOTODAMA RECORDSに移籍。

## 過去の所属アーティスト
- まねきケチャ
- drop
- CoverGirls
- ラブアンドロイド
- ILoVU
- まなみのりさ
- KRD8
- 椎名ぴかりん
- アキシブproject
- さくらシンデレラ
- Tokyo Cheer② Party
- アリスインアリス
- マボロシ可憐GeNE

## 過去の制作番組
- 『オサレガール』（2016年4月 – 、テレビ埼玉）
- 『ウタ娘』（テレビ埼玉）
- 『ウタ娘α』（2016年4月 – 6月、テレビ埼玉）
- 『むすたま。』（テレビ埼玉）

## 過去の制作イベント
- 「淡路島ガールズ・ポップ・フェスティバル」（2016年5月28日、29日、淡路ワールドパークONOKORO）
- 「FORCE MUSIC FESTIVAL」（2016年9月3日、新木場コースト）